# Laurence New
Sir Laurence Anthony Wallis New (né le 25 février 1932) est un militaire et homme politique britannique.
Officier dans l'armée britannique, il a commandé le 4e régiment royal de blindés (en) avant de devenir chef d'état-major adjoint des forces britanniques.
Il a effectué une partie de ses études dans l'île de Man. Il devint lieutenant-gouverneur de cette possession de 1985 à 1990,.